# Emilio Portes Gil
Emilio Cándido Portes Gil (phát âm tiếng Tây Ban Nha: [eˈmiljo ˈportes xil], 3 tháng 10 năm 1890 - 10 tháng 12 năm 1978) là Tổng thống Mexico từ năm 1928 đến năm 1930. Ông phục vụ sau vụ ám sát tổng thống được bầu General Álvaro Obregón, Năm 1924. Kể từ khi Hiến pháp Mexico năm 1917 đã cấm tái cử một vị tổng thống phục vụ, vị tổng thống ra đi Plutarco Elías Calles không thể chính thức trở thành tổng thống. Portes Gil trở thành tổng thống, nhưng Calles, "Jefe Máximo", giữ lại quyền lực chính trị hiệu quả trong thời gian được gọi là Maximato.

## Tiểu sử
Portes Gil sinh ra ở Ciudad Victoria, thủ đô của bang Tamaulipas ở đông bắc Mexico. Mặc dù ông nội của ông đã từng là một chính trị gia nổi bật ở Tamaulipas, cha của Portes Gil đã chết khi Emilio còn trẻ và ông và mẹ đẻ của ông sống trong những hoàn cảnh kín. Portes Gil nhận được chứng chỉ là giáo viên của trường, với sự trợ giúp của bang. Ông đã tìm cách học luật .
Ông đã học trường luật trong cuộc Cách mạng Mexico và cuối năm 1914, ông liên minh với "Thủ lĩnh đầu tiên" Venustiano Carranza, người đứng đầu phe Lập hiến, người sẽ đảm nhiệm chức vụ tổng thống của nước này vào tháng 5 năm sau. Khi tốt nghiệp trường luật năm 1915, ông đã bắt đầu sự nghiệp của mình trong bộ máy hành chính với một bài đăng trong Phòng Tư pháp Quân sự của phe Lập hiến.
Đối với Portes Gil, ông trở thành một phần của các tướng Sonoran thuộc Quân đội Lập hiến, đặc biệt là Álvaro Obregón, người đã đánh bại các lực lượng Pancho Villa và loại bỏ chúng như một yếu tố chính trị hay quân sự ở Mexico sau năm 1915, và Plutarco Elías Calles [4]. Portes Gil đã chứng tỏ những kỹ năng với tư cách là một luật sư và quản trị viên, điều đó đã đưa anh ta vào chức vụ tổng thống Mexico khi Obregón bị ám sát vào năm 1928.
Trong những năm tiếp theo, ông tiếp tục phục vụ chính phủ trong cả hai năng lực pháp lý - tòa án tối cao của tòa án bang ở Sonora; Cố vấn pháp lý cho Bộ Chiến tranh - và trong văn phòng tự chọn: ông được bầu vào Quốc hội năm 1917, 1921 và 1923, và ông từng làm thống đốc Tamaulipas bản xứ của mình hai lần (1920 và 1925). 